# Leo Steegs
Leo Steegs (Venlo, 1 april 1950) is een voormalig Nederlands voetballer en voetbaltrainer.

## Carrière
Steegs stroomde in 1969 vanuit de jeugdopleiding van FC VVV door naar het eerste elftal. Daar debuteerde hij op 28 september 1969 in een thuiswedstrijd tegen Baronie (2-2), als invaller voor Loek Huibers. Later dat seizoen had hij nog een keer een invalbeurt tijdens een uitwedstrijd bij PEC. Het zou bij die twee optredens in het betaald voetbal blijven en in 1973 vertrok hij naar de amateurs, eerst bij Minor en later bij EHC. Bij laatstgenoemde club groeide de laatste man uit tot international. In 1978 werd Steegs voor het eerst geselecteerd voor het Nederlands amateurvoetbalelftal. Met EHC werd hij in 1979 kampioen van de Hoofdklasse C. Een jaar later ging hij als trainer aan de slag bij VV Born. Na een tijdelijk uitstapje als voetballer bij Limburgia vervolgde Steegs zijn trainersloopbaan in 1984 bij achtereenvolgens Treebeek, RKONS en EHC. Daar stopte hij met ingang van 1 januari 1990 om zich toe te leggen op zijn maatschappelijke carrière. Zijn zoon, Tycho Steegs, zou later bij Fortuna Sittard eveneens als speler in het profvoetbal actief zijn.

## Clubstatistieken
| Seizoen         | Club            | Competitie      | Competitie | Competitie | Beker | Beker | Playoff | Playoff | Totaal | Totaal |
| Seizoen         | Club            | Competitie      | Wed.       | Dlp.       | Wed.  | Dlp.  | Wed.    | Dlp.    | Wed.   | Dlp.   |
| --------------- | --------------- | --------------- | ---------- | ---------- | ----- | ----- | ------- | ------- | ------ | ------ |
| 1969/70         | FC VVV          | Tweede divisie  | 2          | 0          | 0     | 0     | –       | –       | 2      | 0      |
| 1970/71         | FC VVV          | Tweede divisie  | 0          | 0          | 0     | 0     | –       | –       | 0      | 0      |
| 1971/72         | FC VVV          | Eerste divisie  | 0          | 0          | 0     | 0     | –       | –       | 0      | 0      |
| 1972/73         | FC VVV          | Eerste divisie  | 0          | 0          | 0     | 0     | –       | –       | 0      | 0      |
| Carrière totaal | Carrière totaal | Carrière totaal | 2          | 0          | 0     | 0     | 0       | 0       | 2      | 0      |